# 深海越獄
《深海越獄》（英語：Black Water）是一部2018年美國動作驚悚片，由帕夏·帕特里基執導，查德·洛（Chad Law）撰寫劇本。該片由尚-克勞德·范·達美和杜夫·朗格主演，這也是兩人的第五度合作。CIA探員史考特·惠勒（Scott Wheeler，范·達美飾演）在一次的機密任務中遭到制伏而昏迷，當他醒來後發現自己被困在一艘核潛艇内，該潛艇為CIA設置在深海中的黑獄。惠勒在不知道是誰是友的情況下，必須設法離開這裡並還給被誣陷的自己清白。《深海越獄》2018年5月25日於美國以VOD的方式發行。

## 劇情
CIA探員史考特·惠勒從昏迷中醒來，得知自己與另一名囚犯馬可被關在一艘改裝過的核潛艇，此潛艇為CIA的私密深海黑獄，未有官方紀錄。惠勒開始回憶之前的際遇：他與搭檔瑪莉莎·巴拉德一起尋找CIA的洩密資料，使用需要兩枚密鑰才能啟動的USB。惠勒和隔天早晨遭一票槍手伏擊，在試圖逃跑時，巴拉德中槍死去，一枚密鑰遭奪走。惠勒設法逃脫並與自己的主任見面，但後者也早被殺害，自己則被特殊任務組的派屈克·法瑞斯探員俘虜並注射；法瑞斯認為惠勒應對CIA探員同伴的死負責，並將囚禁在潛艇監獄上。
惠勒清醒後被帶到審訊室，訓練自己的長官愛德華·羅德斯探員相信惠勒，但惠勒堅持不說出剩下一枚密鑰的下落。此審訊也被金斯利等僱傭兵以及駐紮於此的CIA新人凱西·泰勒和艾利斯·萊恩圍觀。惠勒向法瑞斯表示自己遭到陷害，之後從與羅德斯的對談中發現羅德斯是叛徒；羅德斯的手下殺死了法瑞斯與CIA的其他人，並迫使金斯利等人聽從他的命令。惠勒設法逃脫，但被泰勒和萊恩逮住。他們計劃去控制室聯繫上層人員，但不知道潛艇必須升到水面或漂浮浮標；當他們到達控制室時遭到伏擊並設法逃跑，但萊恩在槍戰中喪生。
惠勒和泰勒透過增加管道的壓力迫使船員讓潛艇靠上水面。在穿梭潛艇時，泰勒被擊中，但倖免於難。泰勒得知羅德斯將惠勒招募到CIA，前者想出售USB，其中包含如何啟動潛伏探員的算法。兩人釋放了馬可來獲得幫助；馬可是德國特種部隊，因知曉過多且不得處死，因而被囚禁在潛艇中。羅德斯與金斯利等人結盟，指示助手去執行「B計劃」後告訴達羅斯船長惠勒是叛徒，以說服潛艇船員留在他們目前的深度。達羅船長仍奉命前往水面上，在古巴與一支撤離小組會面。
惠勒、泰勒和馬可伏擊金斯利和傭兵們，殺死了金斯利以外的所有人，金斯利則任由馬可擺佈。惠勒和泰勒到指揮室與羅德斯及達羅斯等人對峙，雙方各執一詞，導致羅德斯驚慌之下俘虜了達羅斯，泰勒被羅德斯的助手俘虜。此時，巴拉德現身；據透露，巴拉德與羅德斯勾結，偽造了她的死亡。巴拉德要求惠勒說出密鑰的下落，以從神秘買家那賺得更多錢。惠勒打開潛艇中的電話和揚聲器，以便救援小組知曉此事件。一場槍戰隨之而來。羅德斯的助手和潛艇船員自相殘殺，巴拉德射殺了惠勒並逃跑，惠勒殺死了羅德斯。
惠勒和泰勒被CIA長官布坎南證實了清白；CIA無法打開此案件的檔案，潛艇無官方紀錄，CIA為了掩飾自己的無能而不得承認他們的罪行。CIA目前正在尋找巴拉德並指導惠勒和泰勒合作並尋找羅德斯的買家。據透露，馬可逃離潛艇並讓金斯利活著，赤身裸體並用圍巾綁在馬桶上。惠勒與泰勒成為了搭檔；與此同時，馬可追蹤並殺了巴拉德，與幫助自己的惠勒互不相欠。

## 演員
- 尚-克勞德·范·達美飾演史考特·惠勒（Scott Wheeler）
- 杜夫·朗格飾演馬可（Marco）
- 艾爾·斯帕恩扎（英语：Al Sapienza）飾演愛德華·羅德斯（Edward Rhodes）
- 傑思敏·沃茲（英语：Jasmine Waltz）飾演凱西·泰勒（Cassie Taylor）
- 寇特妮·B·圖克（Courtney B. Turk）飾演瑪莉莎·巴拉德（Melissa Ballard）
- 亞歷山大·瓦席彭（Aleksander Vayshelboym）飾演金斯利（Kingsley）
- 派屈克·吉爾帕特里克（英语：Patrick Kilpatrick）飾演派屈克·法瑞斯（Patrick Ferris）
- 卡塔爾·彭德雷德（英语：Cathal Pendred）飾演戴克斯（Dax）
- 艾倫·歐康納（英语：Aaron O'Connell）飾演艾利斯·萊恩（Ellis Ryan）
- 克里斯·范·達美（Kris Van Damme）飾演凱根（Kagan）
- 約翰·波西（英语：John Posey (actor)）飾演達羅斯船長（Captain Darrows）
- 蘭斯·E·尼克爾斯（英语：Lance E. Nichols）飾演布坎南（Buchanan）

## 發行
2017年2月21日，范·達美會見莫比爾市長桑迪·斯廷普森來宣傳《深海越獄》。首支官方預告片於2017年5月1日釋出。該片於2018年5月25日以VOD的方式發行。

## 外部連結
- 互联网电影数据库（IMDb）上《深海越獄》的资料（英文）
- 豆瓣电影上《深海越狱》的資料 （简体中文）